# Măcărești
Măcăreşti è un comune della Moldavia situato nel distretto di Ungheni di 4.660 abitanti al censimento del 2004.

## Località
Il comune è formato dall'insieme della seguenti località (popolazione 2004):
- Măcăreşti (3.285 abitanti)
- Frăsineşti (1.375 abitanti)